# Sabella scabra
Sabella scabra är en ringmaskart som beskrevs av Carl von Linné 1767. Sabella scabra ingår i släktet Sabella och familjen Sabellidae. Inga underarter finns listade i Catalogue of Life.